# A.C.F. Brescia Calcio Femminile 2020-2021
Questa voce raccoglie le informazioni riguardanti l'A.C.F. Brescia Calcio Femminile Società Sportiva Dilettantistica nelle competizioni ufficiali della stagione 2020-2021.

## Stagione
La stagione 2020-2021 ha segnato il ritorno del Brescia in Serie B, secondo livello del campionato italiano femminile di calcio, livello dal quale mancava dalla stagione 2008-2009 (a quel tempo la Serie A2), e dopo due stagioni nelle serie regionali dopo che la società aveva ceduto il titolo sportivo all'A.C. Milan.

## Organigramma societario
Da sito societario.
Area amministrativa
- Presidente: Giuseppe Cesari
- Vice Presidente: Rosangela Visentin
- Segretaria e responsabile organizzativa: Francesca Laura Taddei
- Consiglieri: Rosangela Visentin, Daniela Cesari, Francesca Laura Taddei, Cristian Peri
- Direttore Sportivo: Cristian Peri
- Team Manager: Roberto Antonini
- Responsabile comunicazione ed immagine: Flavio Grisoli
- Addetta Ufficio Stampa: Francesca Savoldini
- Coordinatore tecnico Settore Giovanile: Rinaldo Caio
- Dirigenti Accompagnatori: Rosangela Visentin, Roberto Antonini, Rinaldo Caio

Area tecnica
- Allenatore: Simone Bragantini
- Vice allenatore: Fabio Treccani
- Preparatore dei portieri: Giampaolo Valnegri
- Medico: Marco Rosa
- Medico: Mattia Manetta
- Fisioterapisti: Stefano Ferrari, Giulia Zanola

## Rosa
Rosa, ruoli e numeri di maglia tratti dal sito ufficiale, aggiornati al 2 settembre 2020.
| N. |                   | Ruolo | Calciatrice                 |
| -- | ----------------- | ----- | --------------------------- |
| 1  | Italia (bandiera) | P     | Sara Cogoli                 |
| 2  | Italia (bandiera) | D     | Michela Verzeletti          |
| 3  | Italia (bandiera) | A     | Chiara Massussi             |
| 4  | Italia (bandiera) | C     | Laura Ghisi                 |
| 5  | Italia (bandiera) | D     | Angela Locatelli            |
| 6  | Italia (bandiera) | D     | Denise Brevi                |
| 7  | Italia (bandiera) | C     | Veronique Brayda (capitano) |
| 8  | Italia (bandiera) | C     | Chiara Barcella             |
| 9  | Italia (bandiera) | A     | Alessia Martino             |
| 10 | Italia (bandiera) | A     | Mirella Capelloni           |
| 11 | Italia (bandiera) | C     | Vanessa Lazzari             |
| 12 | Italia (bandiera) | P     | Giulia Meleddu              |
| 14 | Italia (bandiera) | D     | Elisa Galbiati              |
| 16 | Italia (bandiera) | C     | Karin Previtali             |

| N. |                   | Ruolo | Calciatrice       |
| -- | ----------------- | ----- | ----------------- |
| 17 | Italia (bandiera) | A     | Mara Assoni       |
| 18 | Italia (bandiera) | A     | Luana Merli       |
| 19 | Italia (bandiera) | C     | Cristina Merli    |
| 21 | Italia (bandiera) | A     | Gaia Farina       |
| 22 | Italia (bandiera) | A     | Sofia Pasquali    |
| 23 | Italia (bandiera) | C     | Serena Magri      |
| 24 | Italia (bandiera) | D     | Elena Belussi     |
| 25 | Italia (bandiera) | D     | Chiara Viscardi   |
| 26 | Italia (bandiera) | A     | Valentina Colombo |
| 27 | Italia (bandiera) | D     | Federica Parsani  |
| 28 | Italia (bandiera) | P     | Aurora Gilardi    |
| 30 | Italia (bandiera) | A     | Camilla Ronca     |
| 93 | Italia (bandiera) | C     | Chiara Pedemonti  |

## Calciomercato

### Sessione estiva(dal 1º luglio al 2 settembre)
| Acquisti | Acquisti       | Acquisti | Acquisti |
| R.       | Nome           | da       | Modalità |
| -------- | -------------- | -------- | -------- |
| D        | Elisa Galbiati | Riozzese | [ 7 ]    |
| C        | Cristina Merli | Orobica  | [ 8 ]    |
| A        | Luana Merli    | Orobica  | [ 9 ]    |
| A        | Camilla Ronca  | 3Team    | [ 10 ]   |

| Cessioni | Cessioni         | Cessioni | Cessioni   |
| R.       | Nome             | a        | Modalità   |
| -------- | ---------------- | -------- | ---------- |
| C        | Federica Bocchi  |          | svincolata |
| C        | Valeria Madaschi |          | svincolata |
| A        | Valeria Fodri    |          | svincolata |

### Sessione invernale
| Acquisti | Acquisti          | Acquisti | Acquisti    |
| R.       | Nome              | da       | Modalità    |
| -------- | ----------------- | -------- | ----------- |
| A        | Valentina Colombo | Inter    | in prestito |

| Cessioni | Cessioni | Cessioni | Cessioni |
| R.       | Nome     | a        | Modalità |
| -------- | -------- | -------- | -------- |

## Risultati

### Serie B

#### Girone di andata
| Vicenza 13 settembre 2020, ore 15:00 CEST 1ª giornata | Vicenza              | 0 – 0 referto referto 2 | Brescia | Stadio comunale Baracca (100 spett.)\| Arbitro: \| Pirriatore (Bologna) \| |
| Arbitro:                                              | Pirriatore (Bologna) |                         |         |                                                                            |

| Arbitro: | Di Nosse (Nocera Inferiore) |

|                        |           |  |
| C. Merli 17’ Ronca 51’ | Marcatori |  |

| Arbitro: | Zago (Conegliano) |

|  |           |             |
|  | Marcatori | 2’ Galbiati |

| Arbitro: | Catanzaro (Catanzaro) |

|                      |           |                                             |
| Previtali 46’ (rig.) | Marcatori | 2’ Peretti 30’ Pecchini 73’, 76’ Mascanzoni |

| Arbitro: | Tagliente (Brindisi) |

|                                             |           |                                  |
| Visentin 55’ Martín 74’ (rig.) Cianci 90+3’ | Marcatori | 66’, 90+5’ L. Merli 76’ Pasquali |

| Arbitro: | Dini (Città di Castello) |

|                |           |              |
| Giovagnoli 62’ | Marcatori | 76’ C. Merli |

| Arbitro: | Arnaut (Padova) |

|            |           |            |
| Farina 21’ | Marcatori | 72’ Airola |

| Arbitro: | Cardella (Torre del Greco) |

|           |           |            |
| Glaser 9’ | Marcatori | 49’ Brayda |

| Arbitro: | Selvatici (Rovigo) |

|              |           |  |
| L. Merli 49’ | Marcatori |  |

| Arbitro: | Muccignato (Pordenone) |

|           |           |                                |
| Previtali | Marcatori | 58’ Pellegrinelli 79’ Vivirito |

| Arbitro: | Mirri (Savona) |

|                           |           |                             |
| Iannella 24’ Tramonti 72’ | Marcatori | 55’ Ghisi 59’, 69’ L. Merli |

| Arbitro: | Mozzo (Padova) |

|  |           |           |
|  | Marcatori | 24’ Dodds |

| Arbitro: | Okret (Gradisca d'Isonzo) |

|             |           |              |
| Saggion 89’ | Marcatori | 44’ Pasquali |

#### Girone di ritorno
| Arbitro: | Gresia (Piacenza) |

|                  |           |                               |
| L. Merli 8’, 37’ | Marcatori | 17’ (rig.) Basso 57’ Kastrati |

| Arbitro: | Cevenini (Siena) |

|  |           |               |
|  | Marcatori | 5’, 59’ Magri |

| Arbitro: | Drigo (Portogruaro) |

|               |           |                  |
| Martino 90+3’ | Marcatori | 14’, 44’ Zuliani |

| Arbitro: | Kovacevic (Arco Riva) |

|  |           |                       |
|  | Marcatori | 6’ Magri 47’ Barcella |

| Arbitro: | Duzel (Castelfranco Veneto) |

|           |           |            |
| Magri 39’ | Marcatori | 18’ Martín |

| Arbitro: | Lipizer (Verona) |

|  |           |         |
|  | Marcatori | Cimatti |

| Arbitro: | Gandino (Alessandria) |

|  |           |           |
|  | Marcatori | 19’ Magri |

| Arbitro: | Tricarico (Verona) |

|              |           |                             |
| C. Merli 30’ | Marcatori | 9’ Martínez 24’, 36’ Glaser |

| Arbitro: | Dini (Città di Castello) |

|                               |           |  |
| Porcarelli 34’ Cuciniello 47’ | Marcatori |  |

| Arbitro: | Sicurello (Seregno) |

|                   |           |                                  |
| Di Luzio 35’, 73’ | Marcatori | 70’ (rig.) C. Merli 88’ Pasquali |

| Arbitro: | Gasperotti (Rovereto) |

|                         |           |  |
| Brayda 33’ L. Merli 35’ | Marcatori |  |

| Arbitro: | Natilla (Molfetta) |

|           |           |                               |
| Pinna 23’ | Marcatori | 81’ L. Merli 88’ (rig.) Magri |

| Ospitaletto 23 maggio 2021, ore 15:00 CEST 26ª giornata | Brescia                    | 0 – 0 referto referto 2 | Cittadella | Stadio comunale Gino Corioni (0 spett.)\| Arbitro: \| Garofalo (Torre del Greco) \| |
| Arbitro:                                                | Garofalo (Torre del Greco) |                         |            |                                                                                     |

### Coppa Italia

#### Turno preliminare
| Arbitro: | Kovacevic (Arco Riva) |

|            |           |  |
| Brayda 41’ | Marcatori |  |

| Arbitro: | Aldi (Finale Emilia) |

|              |           |              |
| Cattuzzo 33’ | Marcatori | 56’ Pasquali |

#### Gironi B eliminatorio
| Arbitro: | Migliorini (Verona) |

|              |           |                                             |
| C. Merli 16’ | Marcatori | 55’ Visentin 60’ (rig.) Martín 90+4’ Mattei |

| Arbitro: | Tricarico (Verona) |

|  |           |                                                  |
|  | Marcatori | 30’ Debever 39’ Møller 57’ Marinelli 90’ Tarenzi |

## Statistiche

### Statistiche di squadra
| Competizione | Punti | In casa | In casa | In casa | In casa | In casa | In casa | In trasferta | In trasferta | In trasferta | In trasferta | In trasferta | In trasferta | Totale | Totale | Totale | Totale | Totale | Totale | DR |
| Competizione | Punti | G       | V       | N       | P       | Gf      | Gs      | G            | V            | N            | P            | Gf           | Gs           | G      | V      | N      | P      | Gf     | Gs     | DR |
| ------------ | ----- | ------- | ------- | ------- | ------- | ------- | ------- | ------------ | ------------ | ------------ | ------------ | ------------ | ------------ | ------ | ------ | ------ | ------ | ------ | ------ | -- |
| Serie B      | 37    | 13      | 3       | 4       | 6       | 13      | 17      | 13           | 6            | 6            | 1            | 19           | 13           | 26     | 9      | 10     | 7      | 32     | 30     | +2 |
| Coppa Italia | -     | 3       | 1       | 0       | 2       | 4       | 7       | 1            | 0            | 1            | 0            | 1            | 1            | 4      | 1      | 1      | 2      | 5      | 8      | -3 |
| Totale       | -     | 16      | 4       | 4       | 8       | 17      | 24      | 14           | 6            | 7            | 1            | 20           | 14           | 30     | 10     | 11     | 9      | 37     | 38     | -1 |

### Andamento in campionato
| Giornata  | 1 | 2 | 3 | 4 | 5 | 6 | 7 | 8 | 9 | 10 | 11 | 12 | 13 | 14 | 15 | 16 | 17 | 18 | 19 | 20 | 21 | 22 | 23 | 24 | 25 | 26 |
| --------- | - | - | - | - | - | - | - | - | - | -- | -- | -- | -- | -- | -- | -- | -- | -- | -- | -- | -- | -- | -- | -- | -- | -- |
| Luogo     | T | C | T | C | T | T | C | T | C | C  | T  | C  | T  | C  | T  | C  | T  | C  | C  | T  | C  | T  | T  | C  | T  | C  |
| Risultato | N | V | V | P | N | N | N | N | V | P  | V  | P  | N  | N  | V  | P  | V  | N  | P  | V  | P  | P  | N  | V  | V  | N  |
| Posizione | 8 | 5 | 1 | 3 | 5 | 7 | 4 | 6 | 2 | 4  | 3  | 5  | 6  | 8  | 8  | 8  | 8  | 8  | 7  | 7  | 7  | 9  | 10 | 9  | 8  | 8  |

Legenda:

Luogo: C = Casa; T = Trasferta. Risultato: V = Vittoria; N = Pareggio; P = Sconfitta.

### Statistiche delle giocatrici
| Giocatore     | Serie B  | Serie B | Serie B     | Serie B    | Coppa Italia | Coppa Italia | Coppa Italia | Coppa Italia | Totale   | Totale | Totale      | Totale     |
| Giocatore     | Presenze | Reti    | Ammonizioni | Espulsioni | Presenze     | Reti         | Ammonizioni  | Espulsioni   | Presenze | Reti   | Ammonizioni | Espulsioni |
| ------------- | -------- | ------- | ----------- | ---------- | ------------ | ------------ | ------------ | ------------ | -------- | ------ | ----------- | ---------- |
| M. Assoni     | 19       | 0       | 0           | 0          | 4            | 0            | 0            | 0            | 23       | 0      | 0           | 0          |
| C. Barcella   | 22       | 1       | 2           | 0          | 3            | 0            | 0            | 0            | 25       | 1      | 2           | 0          |
| E. Belussi    | -        | -       | -           | -          | -            | -            | -            | -            | -        | -      | -           | -          |
| V. Brayda     | 25       | 2       | 2           | 0          | 4            | 0            | 0            | 0            | 29       | 2      | 2           | 0          |
| D. Brevi      | 20       | 0       | 4           | 0          | 3            | 0            | 0            | 0            | 23       | 0      | 4           | 0          |
| M. Capelloni  | 0        | 0       | 0           | 0          | 1            | 0            | 0            | 0            | 1        | 0      | 0           | 0          |
| S. Cogoli     | 0        | 0       | 0           | 0          | 0            | 0            | 0            | 0            | 0        | 0      | 0           | 0          |
| S. Colombo    | 10       | 0       | 0           | 0          | 0            | 0            | 0            | 0            | 10       | 0      | 0           | 0          |
| G. Farina     | 12       | 1       | 1           | 0          | 4            | 0            | 0            | 0            | 16       | 1      | 1           | 0          |
| E. Galbiati   | 26       | 1       | 0           | 0          | 4            | 0            | 0            | 0            | 30       | 1      | 0           | 0          |
| L. Ghisi      | 22       | 1       | 3           | 1          | 3            | 0            | 0            | 0            | 25       | 1      | 3           | 1          |
| A. Gilardi    | 18       | -20     | 0           | 0          | 1            | -1           | 0            | 0            | 19       | -21    | 0           | 0          |
| V. Lazzari    | 4        | 0       | 0           | 0          | 3            | 0            | 0            | 0            | 7        | 0      | 0           | 0          |
| A. Locatelli  | 23       | 0       | 1           | 0          | 3            | 0            | 0            | 0            | 26       | 0      | 1           | 0          |
| S. Magri      | 26       | 6       | 1           | 0          | 3            | 0            | 0            | 0            | 29       | 6      | 1           | 0          |
| A. Martino    | 5        | 1       | 0           | 0          | 1            | 0            | 0            | 0            | 6        | 1      | 0           | 0          |
| C. Massussi   | 15       | 0       | 0           | 0          | 2            | 0            | 0            | 0            | 17       | 0      | 0           | 0          |
| G. Meleddu    | 8        | -10     | 0           | 0          | 3            | -7           | 0            | 0            | 11       | -17    | 0           | 0          |
| C. Merli      | 25       | 4       | 3           | 0          | 3            | 1            | 0            | 0            | 28       | 5      | 3           | 0          |
| L. Merli      | 25       | 9       | 4           | 0          | 4            | 0            | 1            | 0            | 29       | 9      | 5           | 0          |
| F. Parsani    | 17       | 0       | 2           | 0          | 4            | 0            | 0            | 0            | 21       | 0      | 2           | 0          |
| S. Pasquali   | 18       | 3       | 0           | 0          | 2            | 1            | 0            | 0            | 20       | 4      | 0           | 0          |
| C. Pedemonti  | 1        | 0       | 0           | 0          | -            | -            | -            | -            | 1        | 0      | 0           | 0          |
| K. Previtali  | 24       | 2       | 4           | 0          | 3            | 0            | 0            | 0            | 27       | 2      | 4           | 0          |
| C. Ronca      | 17       | 1       | 0           | 0          | 3            | 0            | 0            | 0            | 20       | 1      | 0           | 0          |
| M. Verzeletti | 5        | 0       | 1           | 0          | 2            | 0            | 0            | 0            | 7        | 0      | 1           | 0          |
| C. Viscardi   | 15       | 0       | 2           | 0          | 2            | 0            | 0            | 0            | 17       | 0      | 2           | 0          |